# 李淳 (书法家)
李淳（1417年—1486年），字行素，别號憩庵，原籍湖广茶陵人，明初以戍籍隷京师，遂为京城人氏。明礼部尚书兼文渊阁大学士李东阳之父。

## 生平
成年后当过私塾先生和堪舆先生，后专门研究字学，以永字八法变三十二势，更定为八十四格，并著书献于朝廷。生于永乐丁酉（1417年），卒于成化丙午十二月三十日，享年七十。
妻子刘氏（1424-1456年），东安人，生三子：李东阳、李东山、李东川。继室麻氏，生李东溟。